# Повратак парадајза убица
Повратак парадајза убица (енгл. Return of the Killer Tomatoes) амерички је комични хорор филм из 1988. године, редитеља и сценаристе Џона де Бела, са Ентонијем Штарком, Џорџом Клунијем, Карен Мистал, Стивом Лундквистом и Џоном Астином у главним улогама. Представља наставак филма Напад парадајза убица (1978) и пародију на бројне култне класике.
Други део је имао већи буџет од оригинала, али је и са зарадом од 5 милиона долара постигао већи комерцијални успех. Премијерно је приказан 22. априла 1988. године. Добио је негативне оцене критичара, који су га на сајту Ротен томејтоуз оценили са 0%, и помешане оцене публике, која га је на истом сајту оценила са 50%.
Слично као и у случају првог дела, упркос многобројним изразито негативним критикама, филм је постао култни класик. Две године касније снимљен је нови наставак под насловом Парадајзи убице узвраћају ударац.

## Радња
Десет година након догађаја из претходног дела који су названи Велики рат парадајза, у САД поново није безбедно. Вилбур Финлетер означен је као највећи херој у Великом рату против парадајза и своју славу искористио је отвори познату пицерију у којој као достављач ради његов нећак, Чад. У међувремену, луди професор Гангрин пронашао је начин да парадајзе трансформише у људе и тако започне другу инвазију парадајза.

## Улоге
| Глумац         | Улога                             |
| -------------- | --------------------------------- |
| Ентони Штарке  | Чад Финлетер                      |
| Џорџ Клуни     | Мет Стивенс                       |
| Карен Мистал   | Тара Бумдијај                     |
| Стив Лундквист | Игор                              |
| Џон Астин      | професор Мортимер Гангрин         |
| Стивен Пис     | Вилбур Финлетер                   |
| Мајкл Вилани   | Боб Даунс                         |
| Френк Дејвис   | Сем Смита                         |
| Харви Вебер    | Сид                               |
| Чарли Џоунс    | коментатор                        |
| Џон де Бело    | Чарлс Вајт                        |
| Ијан Хатон     | Грег Колбурн                      |
| Рик Роквел     | Џим Ричардсон / „дилер парадајза” |
| Гари Кондит    | камео                             |